# Otto Rüfenacht
Otto Rüfenacht, född 27 oktober 1919, död 1 november 1982, var en schweizisk fäktare.
Rüfenacht blev olympisk bronsmedaljör i värja vid sommarspelen 1952 i Helsingfors.